# Ivo-Alexander Beck
Ivo-Alexander Beck (* 19. Juni 1964 in Berlin) ist ein deutscher Filmproduzent.

## Leben
Der gebürtige Berliner Ivo-Alexander Beck studierte von 1984 bis 1989 Germanistik, Kunst- und Theaterwissenschaft in Jena und Berlin. Anschließend arbeitete er als Regieassistent und Dramaturg in unterschiedlichen Produktionsfirmen, bevor er von 1992 bis 1996 als leitender Redakteur und Dramaturg bei Sat.1 mehrere Fernsehserien und -filme verantwortete. Ab 1997 arbeitete er für Nova-Film, wo er später die die Tochterfirma Janus Film leitete. Seit 2010 ist er Geschäftsführer und Produzent bei Ninety-Minute-Film, seit 2019 Executive Producer bei Gaumont Deutschland.

## Filmografie (Auswahl)
- 2000: Heimliche Küsse – Verliebt in ein Sex-Symbol
- 2002: Das beste Stück
- 2003: Motown
- 2003: Seventeen – Mädchen sind die besseren Jungs
- 2003: Sex Up – Jungs haben’s auch nicht leicht
- 2003: Wenn Weihnachten wahr wird
- 2004: Das allerbeste Stück
- 2004: Intimzone Schwiegereltern
- 2004: Schöne Männer hat man nie für sich allein
- 2005: Mädchen über Bord
- 2007: Die Schatzinsel
- 2007: Noch ein Wort und ich heirate dich!
- 2007: Die Hitzewelle
- 2008: Mein Schüler, seine Mutter & ich
- 2009: Barfuß bis zum Hals
- 2009: Frauen wollen mehr
- 2010: Sexstreik!
- 2011: Die Verführung – Das fremde Mädchen
- 2011: Plötzlich fett
- 2011: Restrisiko
- 2012: Flirtcamp
- 2012: Unter Frauen
- 2012: Willkommen im Krieg
- 2013: Drei in einem Bett
- 2014: Mein Lover, sein Vater und ich! (als Schauspieler)
- 2014: Zwischen den Zeiten
- 2015: Mein Sohn Helen
- 2015: Schwägereltern
- 2015: Die Ungehorsame
- 2018: Für meine Tochter
- 2018: Zersetzt – Ein Fall für Dr. Abel
- 2019: Zerschunden – Ein Fall für Dr. Abel
- 2019: Zerbrochen – Ein Fall für Dr. Abel
- 2019: Käthe und ich:
  - 2019: Dornröschen
  - 2019: Das Findelkind
- 2020: Crews & Gangs
- 2021: Klara Sonntag – Kleine Fische, große Fische
- 2022: Klara Sonntag – Liebe macht blind
- 2023: Die zweite Welle (Miniserie 6x45 min.)